# رود شیرآباد
رود شیرآباد (به لاتین: Sherobod) یک رود در تاجیکستان است که در ولایت سرخان‌دریا واقع شده‌است.